# Jaap de Groot (bestuurder)
Jaap de Groot (1927 – 19 september 2012) was een Nederlands sportbestuurder en wethouder van de gemeente Zwolle. In 1988 kreeg hij de leiding over de voetbalclub PEC Zwolle '82.

## PEC Zwolle '82
Nadat zijn voorganger Marten Eibrink niets meer met de club te maken wilde hebben, werd de Groot als interim-voorzitter aangesteld. In januari 1989 nam Gaston Sporre het voorzitterschap over.